# سيرجيو مورين
سيرجيو مورين (بالإيطالية: Sergio Morin)‏ (16 سبتمبر 1931 إيطاليا - 12 أكتوبر 2010 إيطاليا) هو لاعب كرة قدم إيطالي سابق كان يلعب كلاعب وسط.

## وصلات خارجية
- سيرجيو مورين على موقع قاعدة بيانات كرة القدم.إي يو (الإنجليزية)
- سيرجيو مورين على موقع عالم كرة القدم.نت (الإنجليزية)